# Vožnja kanuom
Vožnja kanuom je aktivnost koja uključuje veslanje kanuom sa jednokrakim veslom. Uobičajena značenja izraza ograničena su na to kada je vožnja kanuima centralna svrha aktivnosti. Šira značenja uključuju kada se kombinuje sa drugim aktivnostima kao što je kanu kampovanje ili kada je vožnja kanuom samo način prevoza koji se koristi za obavljanje drugih aktivnosti. Većina današnjih kanua vozi se kao deo sportske ili rekreativne aktivnosti. U nekim delovima Evrope vožnja kanua se odnosi na kanu i na kajak, s tim što se kanu naziva otvorenim kanuom.
Nekoliko rekreativnih oblika vožnje kanua su kanu kampovanje i kanu trke. Ostali oblici uključuju širok spektar vožnje kanuima po jezerima, rekama, okeanima, barama i potocima.

## Istorija organizovanog rekreativnog voženja kanuom
Vožnja kanuom je drevni način prevoza. Savremeni rekreativni kanu uspostavljen je krajem 19. veka. Godine 1924. udruženja kanuista iz Austrije, Nemačke, Danske i Švedske osnovala su Internacionalno predstavništvo za kanu sport, preteču Međunarodne kanu federacije. Vožnja kanuom postala je deo Olimpijskih igara u leto 1936. Glavni oblik takmičarskog sporta bio je sprint u kanuu koristeći sprint kanu. Ostali uključuju kanu polo, kanu na brzim vodama, kanu maraton, ICF kanu maraton i kanu slobodnim stilom.
Nacionalna kanu udruženja uključuju Američko, Kanadsko, Britansko, Škotsko, i Velško.

## Rekreativno kanuisanje
Većina današnjih kanua vozi se kao deo sportske ili rekreativne aktivnosti. U nekim delovima Evrope vožnja kanua se odnosi na kanu i na kajak, pri čemu se kanu naziva otvorenim kanuom. Nekoliko rekreativnih oblika vožnje kanua su kanu kampovanje i kanu trke, kao što su kanu sprint i kanu maraton. Ostali oblici uključuju širok spektar vožnje kanuima po jezerima, rekama, okeanima, barama i potocima.
Letnje olimpijske igre uključuju takmičenja u kanuu. Kanu slalom (ranije poznat kao slalom na beloj vodi) je takmičarski sport sa ciljem da se u najbržem mogućem vremenu kreće palubljenim kanuom ili kajakom kroz kurs visećih nizvodnih ili uzvodnih kapija na rečnim brzacima. To je jedna od dve discipline kajaka i kanua na Letnjim olimpijskim igrama, a Međunarodni olimpijski komitet (MOK) je naziva kanu/kajak slalom. Druga olimpijska disciplina vožnje kanua je kanu sprint.

## Literatura
- „Dugouts and paddles”. Архивирано из оригинала 1. 2. 2016. г. Приступљено 8. 10. 2012.
- Trillo, Richard (16. 6. 2008). „Nigeria Part 3:14.5 the north and northeast Maiduguri”. The Rough Guide to West Africa. Rough Guides. стр. (pages are unnumbered). ISBN 978-1-4053-8070-6.
- „Carved wooden canoe, National Museum of Australia”. Nma.gov.au. Архивирано из оригинала 19. 09. 2012. г. Приступљено 2013-04-25.
- „Aboriginal canoe trees around found along the Murray River”. Discover Murray River. Приступљено 18. 3. 2020.
- Boomert, Arie (2019). The first settlers: Lithic through Archaic times in the coastal zone and on the offshore islands of northeast South America, in: C. Hofman and A. Antczak (eds.), Early settlers of the Insular Caribbean : dearchaizing the Archaic. Hofman, Corinne L., 1959-, Antczak, Andrzej T. Leiden. стр. 128. ISBN 978-90-8890-780-7. OCLC 1096240376.
- Napolitano, Matthew F.; DiNapoli, Robert J.; Stone, Jessica H.; Levin, Maureece J.; Jew, Nicholas P.; Lane, Brian G.; O’Connor, John T.; Fitzpatrick, Scott M. (2019). „Reevaluating human colonization of the Caribbean using chronometric hygiene and Bayesian modeling”. Science Advances. 5 (12): 1. ISSN 2375-2548. doi:10.1126/sciadv.aar7806.
- Fitzpatrick, Scott M. (2013). „Seafaring Capabilities in the Pre-Columbian Caribbean”. Journal of Maritime Archaeology (на језику: енглески). 8 (1): 101—138. ISSN 1557-2285. doi:10.1007/s11457-013-9110-8.
- Fitzpatrick, Scott M. (2013). „Seafaring Capabilities in the Pre-Columbian Caribbean”. Journal of Maritime Archaeology. 8 (1): 101—138. ISSN 1557-2285. doi:10.1007/s11457-013-9110-8.
- McKusick, Marshall Bassford (1970). Aboriginal canoes in the West Indies. стр. 7. OCLC 79431894.
- Callaghan, Richard T. (2001). „Ceramic Age Seafaring and Interaction Potential in the Antilles: A Computer Simulation”. Current Anthropology (на језику: енглески). 42 (2): 308—313. ISSN 0011-3204. doi:10.1086/320012.
- Keegan, William; Hofman, Corinne (2017). The Caribbean before Columbus. Hofman, Corinne L., 1959-. New York, NY. стр. 27. ISBN 978-0-19-060524-7. OCLC 949669477.
- „Bark canoes”. Canadian Museum of Civilization. Приступљено 8. 10. 2012.
- „Our Canoeing Heritage”. The Canadian Canoe Museum. Приступљено 8. 10. 2012.
- Catlin, George (1989). Letters and Notes on the Manners. Customs, and Conditions of the North American Indians (reprint изд.). New York. стр. 415.
- Kellogg, Louise Phelps (1917). Early Narratives of the Northwest. 1634–1699. New York. стр. 172–173.
- Mason, Bill (1988). Song of the Paddle: An Illustrated Guide to Wilderness Camping. Firefly Books. ISBN 978-1552090893.
- Eric W. Morse (1987). Freshwater Saga. Northword Press. ISBN 978-0942802559.
- Olson, Sigurd F. (1961). The Lonely Land. New York. ISBN 978-0816629978.
- McWhirter, Norris, ур. (1984). Het Groot Guinness Record Book (Guinness Book of Records) (на језику: Dutch) (1984 изд.). Utrecht: Luitingh. стр. 263. ISBN 90-245-0801-0.
- Ore, Jonathan. „Paddle of the Century”. cbc.ca. CBC Radio Interactives. Приступљено 15. 9. 2020.
- „The longest canoe trip ever”. cbc.ca. CBC Archives. 13. 10. 1987. Приступљено 15. 9. 2020.
- „The Interesting History of Kayaks and the Sport of Kayaking”. surftosummit.com. Архивирано из оригинала 2015-07-06. г. Приступљено 2015-07-06.
- „History of the Kayak”. coastmountainexpeditions.com. Приступљено 26. 11. 2018.
- McWilliams, Sarah. „Origins: The History of Kayaking”. Athletic Training Lifestyle. Архивирано из оригинала 15. 02. 2020. г. Приступљено 24. 11. 2018.
- „History of Kayaking - HowStuffWorks”. Приступљено 2015-07-06.
- Parker, Christopher J.; May, Andrew; Mitchell, Val (2013). „The Role of VGI and PGI in Supporting Outdoor Activities”. Applied Ergonomics. 44 (6): 886—94. PMID 22795180. doi:10.1016/j.apergo.2012.04.013.
- Brown, Kevin. „What Is Best For You; An Inflatable Kayak Or A Hard-Shell Kayak?”. Surf to Summit. Архивирано из оригинала 21. 7. 2015. г. Приступљено 18. 7. 2015.
- „Inflatable vs. Hardshell Kayaks”. Kayak Guru.
- „Kayak Safety – Essential Paddling Safety Tips”. Globo Outdoors. Архивирано из оригинала 25. 02. 2020. г. Приступљено 19. 1. 2018.
- Bigelow, Jodi (2008). Kayaking for Fitness. The Heliconia Press. ISBN 9781896980379. Приступљено 13. 7. 2015. „Kayaking.”
- „American Canoe Association: Paddling 101: A Newcomer's Guide to Safe Canoeing and Kayaking” (PDF).
- Routh, Cory (2008). Kayak Fishing: The Complete Guide. ISBN 978-1-892469-19-9. No Nonsense Guides.
- Burnley, Ric (2007). The Complete Kayak Fisherman. Burford Books. ISBN 978-1-58080-147-8.
- Daubert, Ken (2001). Kayakfishing: The Revolution. ISBN 978-0-9678098-2-3. Coelacanth Pubns.
- Null, Scott; Mcbride, Joel (2009). Kayak Fishing: The Ultimate Guide 2nd Edition. Heliconia Press. ISBN 978-1-896980-43-0.
- „Cost Effective Fishing”. Архивирано из оригинала 18. 09. 2019. г. Приступљено 7. 8. 2016.
- White, Jerry. „Why Fish From a Kayak”. Paddling.com. Приступљено 24. 11. 2018.